# Куйса, Сантьяго
Джо́нни Сантья́го Ку́йса Ка́йо (исп. Jhonny Santiago Cuiza Cayo; род. 16 июня 2005, Тариха) — боливийский футболист, защитник клуба «Реал Томаяпо».

## Клубная карьера
Куйса — воспитанник клуба «Реал Томаяпо». 7 мая 2022 в матче против «Насьональ Потоси» он дебютировал в боливийской Примеры. 8 апреля 2024 года в поединке против «Реал Санта-Крус» Сантьяго забил свой первый гол за «Реал Томаяпо».

## Международная карьера
В 2025 году Куйса в составе молодёжной сборной Боливии принял участие в молодёжном чемпионате Южной Америки в Венесуэле. На турнире он сыграл в матчах против команд Эквадора, Бразилии, Аргентины и Колумбии.